# AUSA MB.902

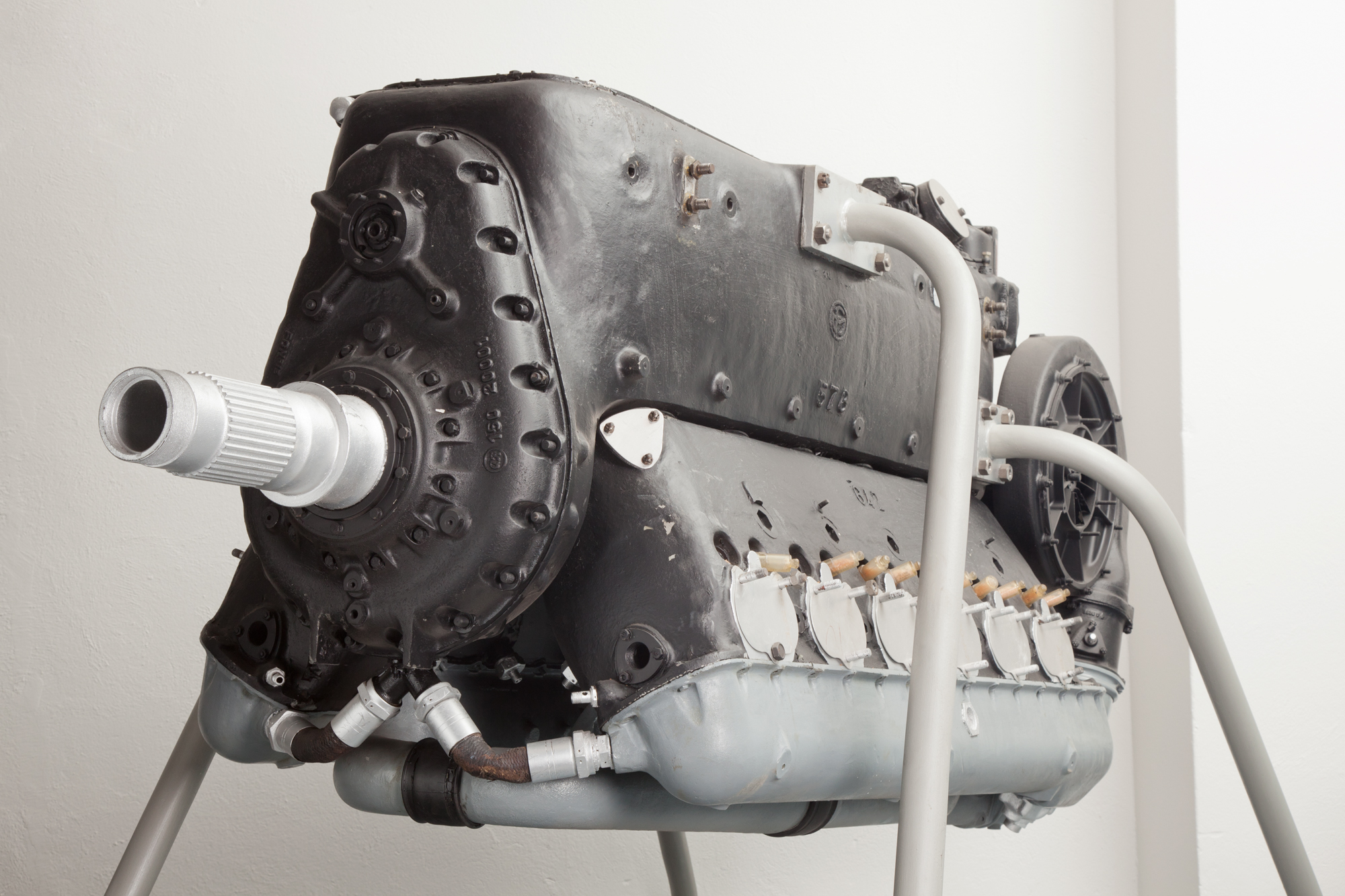
Motore Alfa Romeo RA 1000 esposto al Museo nazionale della scienza e della tecnologia Leonardo da Vinci

L'MB.902 e MB.901 (Caccia Bellomo) è stato un progetto del 1939, modificato poi nel 1941, di un caccia pesante interamente metallico e bimotore. Fu progettato dal capitano del Genio aeronautico Andrea Bellomo e costruito dalla Aeronautica Umbra S.A (AUSA), con sede a Foligno, in un solo esemplare prototipo.

## Storia del progetto
Il primo prototipo del MB.901 nacque in risposta ad una richiesta del Ministero dell'Aeronautica per un velivolo multi-ruolo che potesse essere utilizzato come caccia di scorta, cacciabombardiere, aereo da attacco e ricognitore veloce. Esso prevedeva due motori in linea posti davanti e dietro al posto del pilota, che risultava piuttosto arretrato in fusoliera; inoltre le spesse ali erano medie e prevedeva una deriva semplice.
Il 7 settembre 1939 venne chiesto al progettista di preparare un prototipo non volante dell'aereo con gli impianti propulsivi funzionanti, per verificarne l'efficacia in vista di una successiva fabbricazione del prototipo volante.
Successivamente nel 1941 il progettista incontrò la direzione dell'AUSA per definire la costruzione del primo prototipo, il cui primo volo era previsto per l'estate del 1943. In questa fase furono apportate modifiche radicali al progetto originario dell'MB.901, che acquisì in questo modo la denominazione di MB.902. Le modifiche furono fatte alle ali che diventarono alte rispetto alla fusoliera, fu costruito con un carrello triciclo anteriore, ma soprattutto venne modificata la presenza dei due motori che erano entrambi alle spalle del posto del pilota posto più avanti e con una migliorata visibilità. 
Dei due prototipi previsti solo il primo, in legno per la galleria del vento, fu prodotto; con l'8 settembre 1943 il progetto finì per arrestarsi ed il prototipo venne successivamente demolito.

## Tecnica
La peculiarità del progetto MB.901 era la disposizione dei due motori, inizialmente Isotta Fraschini L.180 installati in fusoliera uno davanti al posto del pilota, il secondo dietro: questi azionavano due coppie di eliche controrotanti montate in affusolate gondole poste sul bordo alare, con radiatori posti nelle ali insieme ai serbatoi del carburante. Le eliche previste erano due coppie di bipala coassiali metalliche a passo variabile in volo progettate dallo stesso Bellomo, insieme ai complessi meccanismi di rinvio meccanico a 90° per collegare le stesse ai motori posti in fusoliera.
Tale soluzione, a causa della elevata complessità tecnologica, era stata raramente usata, tuttavia essa presentava diversi vantaggi. 
In primis una significativa riduzione del peso con la possibilità di includere l'inversione della vite, cosa particolarmente importante per la guida durante la picchiata in bombardamento e durante l'atterraggio. Inoltre, ruotando in direzioni opposte le viti si eliminava la coppia di rotazione reattiva, dando una maggiore stabilità del velivolo.
Il prototipo MB.902 (MM.519) montava due motori Alfa Romeo RA 1000 RC.41 da 1 050 CV (772 kW), derivati dal Daimler-Benz DB 601. Secondo altra fonte erano previsti due Fiat 1050 RC.58I.